# Тетлин (национальный резерват дикой природы)
Тетлин (англ. Tetlin National Wildlife Refuge) — национальный резерват дикой природы, расположенный в восточной части Аляски на границе США с Канадой. Включает в себя лесистую зону, водно-болотистые угодья, тундровые участки, ограниченных снежными вершинами Аляскинского хребта.